# Wieczory w Buffo
Wieczory w Buffo to seria widowisk artystycznych wystawianych w teatrze Studio Buffo w Warszawie. Reżyserem tego przedsięwzięcia jest reżyser, choreograf i aktor Janusz Józefowicz.
- Scenariusz, choreografia, reżyseria i prowadzenie koncertów – Janusz Józefowicz
- Kostiumy – Agnieszka Komornicka
- Światło – Mieczysław Kozioł

Janusz Józefowicz i Janusz Stokłosa od kilku sezonów organizują narodowe wieczory piosenki, czyli cykl widowisk artystycznych, odwołujących się do kultur różnych narodów.
Na podstawie tych spektaklów wystawianych w teatrze Studio Buffo, zrealizowano telewizyjny show muzyczno-taneczny pt. Przebojowa noc.

## Spis wieczorów
- Wieczór Cygański
- Wieczór Żydowski
- Wieczór Rosyjski
- Wieczór rosyjski 2
- Wieczór Włoski
- Wieczór Francuski
- Wieczór Amerykański
- Wieczór Latynoski
- Wieczór Brytyjski
- Wieczór Bałkański
- wieczór japoński
- wieczór polski - upić się warto

## Kierownictwo muzyczne
- Janusz Stokłosa

## Wieczory
| Wieczór     | Artyści | Piosenki |
| ----------- | --- | --- |
| Cygański    | Natalia Michajłowna Buzyliewa Nikołaj Jakowlewicz Wasiliewicz Janusz Józefowicz Anna Frankowska Natasza Urbańska Elena Rutkowska Monika Ambroziak Elżbieta Portka Cygański Teatr Muzyczny "TERNO" | m.in "Cyganek" "Cyganka co prawdę ci powie" "Bamboleo" "Jadą wozy kolorowe" Dziś prawdziwych cyganów już nie ma..." Dance me to the end of love" ... |
| Żydowski    | Sława Przybylska Magda Umer Marian Opania Wiktor Zborowski Anna Frankowska Szymon Szurmiej Natasza Urbańska Janusz Józefowicz Monika Ambroziak pozostali artyści teatru Studio Buffo | |
| Rosyjski    | Michał Bogdanowicz Waldemar Malicki Janusz Olejniczak Max Bielecki Janusz Stokłosa Natasza Urbańska Mariola Napieralska Monika Ambroziak Janusz Józefowicz Elżbieta Portka Krzysztof Rymszewicz Krystian Sacharczuk Natalia Krakowiak Natalia Srokocz Maria Tyszkiewicz Aleksandra Zawadzka Jerzy Grzechnik pozostali artyści teatru Studio Buffo | m.in Serce – Janusz Józefowicz Podmoskownyje Wieciera – Zespół teatru Studio Buffo Biełyje Rozy ("Белые розы") – Natasza Urbańska Katiusza – Jerzy Grzechnik Trojki dwie – Elżbieta Portka/Natalia Krakowiak Tolko raz – Mariola Napieralska Wsio mogut karoli ("Всё могут короли") – Monika Ambroziak Wołga, Wołga – Michał Bogdanowicz Kalinka – Zespół teatru Studio Buffo i Michał Bogdanowicz Joloczki Sosienoczki – Natasza Urbańska To Były Piękne Dni – Monika Ambroziak i Natasza Urbańska Jarzębina Czerwona – Natasza Urbańska i Zespół Teatru Studio Buffo Pieśń Gruzińska – Janusz Józefowicz Swietnaja Noc (Świetlista Noc – piosenka musicalu Romeo i Julia – Krzysztof Rymszewicz i Maria Tyszkiewicz Ya Soshla S Uma – Aleksandra Zawadzka i Maria Tyszkiewicz |
| Włoski      | Paweł Skałuba Natasza Urbańska Janusz Józefowicz Elżbieta Portka Monika Ambroziak Krzysztof Rymszewicz Natalia Krakowiak | m.in "Belladonna" – Janusz Józefowicz i Elżbieta Portka "Volare" – Krzysztof Rymszewicz "Felicita" – Monika Ambroziak Jerzy Grzechnik "O sole mio" – Paweł Skałuba "Portofino" Natalia Srokocz "Mambo Italiano" – Janusz Józefowicz i Natasza Urbańska "Quando Quando" – Natasza Urbańska "Vado via" Jerzy Grzechnik "Nie wolno mi..." Natalia Krakowiak |
| Francuski   | Michał Bajor Zbigniew Wodecki Janusz Józefowicz Natasza Urbańska Monika Ambroziak Maria Tyszkiewicz Krzysztof Rymszewicz Artur Chamski Zbigniew Dembko Natalia Krakowiak | m.in "Walc na 100 par" – Michał Bajor "Les Champs Elysées" – Artur Chamski "Milord" – Justyna Chowaniak "Mamy Blue" – Elżbieta Portka " La danse des canards" "Paroles" – Natasza Urbańska "Lady Marmelade" – Natasza Urbańska, Elżbieta Portka "Jef" – Janusz Józefowicz "Strange" – Natasza Urbańska "Belle" – Janusz Józefowicz, Krzysztof Rymszewicz/Jerzy Grzechnik "Cathedrales" Jerzy Grzechnik "Amsterdam" – Justyna Chowaniak |
| Amerykański | Michał Milowicz Janusz Stokłosa Natasza Urbańska Mariola Napieralska Monika Ambroziak Janusz Józefowicz Elżbieta Portka Krzysztof Rymszewicz Emilia Dębska Krystian Sacharczuk Natalia Krakowiak Natalia Srokocz Maria Tyszkiewicz Aleksandra Zawadzka Jerzy Grzechnik pozostali artyści teatru Studio Buffo                                      | Without You I Feel Good – Natasza Urbańska I Will Survive – Monika Ambroziak The Shoop shoop song – Natasza Urbańska Killing Me Softly – Maria Tyszkiewicz Diana – Krzysztof Rymszewicz Uptown Girl – Krzysztof Rymszewicz Hey, Big Spender – Natasza Urbańska, Monika Ambroziak, Elżbieta Portka i Natalia Srokocz Mr. Sandman – Natasza Urbańska, Monika Ambroziak, Elżbieta Portka Dream A Little Dream of Me – Natalia Srokocz Sugar Sugar – Krzysztof Rymszewicz Chain of Fools Love Me Tender Perhaps – Monika Ambroziak Nothing Compares to You – Emilia Dębska Misty – Krystian Sacharczuk Sway – Natasza Urbańska Big Girls Don't Cry – Janusz Józefowicz, Krzysztof Rymszewicz i Krystian Sacharczuk Monika Ambroziak – Tutti Frutti Something Stupid – Natasza Urbańska i Janusz Józefowicz Piece of My Heart – Elżbieta Portka Unchain My Heart – Natasza Urbańska Let's Twist Again – Jerzy Grzechnik Melody of Love (Moja Droga ja Cię kocham) – Janusz Józefowicz Zespół teatru Studio Buffo – We Are The World |
| Latynoski   | Marysia Tyszkiewicz Aleksandra Zawadzka Janusz Józefowicz Jerzy Grzechnik Natasza Urbańska Krzysztof Rymszewicz Monika Ambroziak Elżbieta Portka Krystian Sacharczuk Natalia Srokocz Artur Chamski Natalia Krakowiak Natalia Srokocz i inni | m.in "La Paloma" – Monika Ambroziak, Krzysztof Rymszewicz "Speedy Gonzales" – Artur Chamski "Lambada" – Natalia Srokocz i Zespół Teatru Studio Buffo "Maria" – Jerzy Grzechnik "La Isla Bonita" – Maria Tyszkiewicz "Let's Get Loud" – Aleksandra Zawadzka, Natalia Srokocz, Mariola Napieralska "The Girl from Ipanema" – Natalia Krakowiak "Macarena" – Natalia Srokocz i Zespół Teatru Studio Buffo "Copa de la vida" – Natasza Urbańska "Guantanamera" – Artur Chamski, Marcin Tyma, Jerzy Grzechnik, Krzysztof Rymszewicz "Bajo bongo" – Natasza Urbańska "Besame mucho" – Janusz Józefowicz "La cucaracha" – Artur Chamski, Krystian Sacharczuk, Jerzy Grzechnik, Krzysztof Rymszewicz "Zbuntowany anioł" – Natasza Urbańska "Black magic woman" – Janusz Józefowicz "Conga" – Natasza Urbańska "Pamelo żegnaj" – Janusz Józefowicz i Monika Ambroziak "She bangs" – Krzysztof Rymszewicz |
| Brytyjski   | Natasza Urbańska, Monika Ambroziak, Emilia Dębska, Natalia Krakowiak, Mariola Napieralska, Natalia Srokocz, Maria Tyszkiewicz, Aleksandra Zawadzka, Artur Chamski, Jerzy Grzechnik, Krystian Sacharczuk, Krzysztof Rymszewicz i inni | I’m Still Standing – Natasza Urbańska, Stop – Natalia Krakowiak, Sugar Baby Love – Krzysztof Rymszewicz, You Are The Universe – Artur Chamski, Bohemian Rhapsody – Jerzy Grzechnik i zespół teatru Studio Buffo, Smooth Operator – Natasza Urbańska, Wannabe – Artystki teatru Studio Buffo, Nothing Compares – Natalia Krakowiak, Venus – Natalia Srokocz, Wake Me Up – Natasza Urbańska, Freedom – Jerzy Grzechnik, We Are The Champions – Zespół Teatru Studio Buffo, Tears in Heaven, Cry Just A Little Bit – Natasza Urbańska |
| Bałkański   | Natasza Urbańska, Monika Ambroziak, Natalia Krakowiak, Mariola Napieralska, Natalia Srokocz, Maria Tyszkiewicz, Aleksandra Zawadzka, Artur Chamski, Jerzy Grzechnik, Krystian Sacharczuk, Krzysztof Rymszewicz Natalia Kujawa, Justyna Chowaniak i inni                                                                                           | m.in Gas, gas – Natasza Urbańska, Kiss, kiss – Krzysztof Rymszewicz, Akropolis adieu – Natalia Krakowiak, Prawy do lewego – zespół Buffo, Mój przyjacielu – Jerzy Grzechnik, Mała – Natasza Urbańska, Good bye my love – Jerzy Grzechnik, Forever and ever – Jerzy Grzechnik, Tabakiera – Monika Ambroziak, Opa, opa – Marcin Tyma, Dragostea din tei – Artur Chamski, Kiedyś byłam różą – Natalia Krakowiak, Kałasznikow – Krzysztof Rymszewicz i zespół Buffo, Za wszystkie noce – Natalia Srokocz i Maria Tyszkiewicz, Theos an einai – Natalia Kujawa, Molitva – Natalia Kujawa, Oi mortez – Mariola Napieralska, Dzieci Pireusu – Monika Ambroziak i Krzysztof Rymszewicz, |